# 1522
| [ Edytuj tabelę ]                 | |
| Król Polski                       | - 1507 Zygmunt I Stary 1548 |
| Współksiążęta Andory              | - 1515 Joan d’Espés 1530 - 1517 Henryk II 1555 |
| Król Anglii                       | - 1509 Henryk VIII 1547 |
| Władca Azteków                    | - 1521 Hernán Cortés 1525 |
| Elektor Brandenburgii             | - 1499 Joachim I Nestor 1535 |
| Książę Bawarii                    | - 1508 Wilhelm IV 1550 - 1516 Ludwik X 1545 |
| Sułtan Brunei                     | - 1521 Abdul Kahar 1575 |
| Cesarz Chin                       | - 1521 Jiajing 1566 |
| Król Czech                        | - 1516 Ludwik II Jagiellończyk 1526 |
| Król Danii                        | - 1513 Chrystian II 1523 |
| Dalajlama                         | - 1475 Gendun Gjaco 1541 |
| Cesarz Etiopii                    | - 1508 Lybne Dyngyl 1540 |
| Król Francji                      | - 1515 Franciszek I 1547 |
| Król Hiszpanii                    | - 1516 Karol I 1556 |
| Hrabia Holandii                   | - 1515 Karol I Habsburg 1555 |
| Szach Iranu                       | - 1501 Isma’il I 1524 |
| Władca Inków                      | - 1493 Huayna Capac 1527 |
| Lord Irlandii                     | - 1509 Henryk VIII Tudor 1542 |
| Cesarz Japonii                    | - 1500 Go-Kashiwabara 1526 |
| Kalif                             | - 1520 Sulejman I 1566 |
| Patriarcha Konstantynopola        | - 1513 Teolept I 1522 - 1522 Jeremiasz I 1545 |
| Władca Korei                      | - 1506 Chungjong 1544 |
| Wielki książę litewski            | - 1506 Zygmunt I Stary 1548 |
| Sułtan Maroka                     | - 1505 Muhammad al-Burtukali 1524 |
| Książę Mediolanu                  | - 1521 Franciszek II 1535 |
| Senior Monako                     | - 1505 Lucjan 1523 |
| Wielki książę moskiewski          | - 1505 Wasyl III 1533 |
| Król Nawarry                      | - 1516 Henryk II 1555 |
| Król Norwegii                     | - 1513 Chrystian II 1523 |
| Sułtan Omanu                      | - 1500 Muhammad ibn Isma’il 1529 |
| Elektor Palatynatu                | - 1508 Ludwik V 1544 |
| Papież                            | - 1522 Hadrian VI 1523 |
| Król Portugalii                   | - 1521 Jan III 1557 |
| Cesarz Rzymski (niemiecki)        | - 1519 Karol V Habsburg 1558 |
| Kapitanowie Regenci San Marino    | - 1521 Cristofaro Martelli Giacomo di Lodovico Calcigni 1522 - 1522 Girolamo di Giuliano Gozi Giuliano di Bartolomeo 1522 - 1522 Antonio di Polinoro Lunardini Marino di Antonio 1523 |
| Elektor Saksonii                  | - 1486 Fryderyk I Mądry 1525 |
| Król Szkocji                      | - 1513 Jakub V 1542 |
| Król Szwecji                      | - 1521 Gustaw I Waza 1560 |
| Król Tajlandii                    | - 1491 Ramathibodi II 1529 |
| Sułtan Turków                     | - 1520 Sulejman Wspaniały 1566 |
| Doża Wenecji                      | - 1521 Antonio Grimani 1523 |
| Król Węgier                       | - 1516 Ludwik II 1526 |
| Cesarz Wietnamu                   | - 1516 Lê Chiêu Tông 1522 - 1522 Lê Cung Hoàng 1527 |
| Wielki mistrz zakonu krzyżackiego | - 1510 Albrecht Hohenzollern 1525 |

Rok 1522 / MDXXII
stulecia: XV wiek ~
XVI wiek ~
XVII wiek

lata: 1512 «
1517 «
1518 «
1519 «
1520 «
1521 «
1522
» 1523
» 1524
» 1525
» 1526
» 1527
» 1532

## Wydarzenia w Polsce
- 4 listopada-7 stycznia – w Piotrkowie obradował sejm[1].
- 21 marca – Mikołaj Kopernik na odbywającym się w Grudziądzu Sejmiku Generalnym Prus Królewskich wygłosił traktat o monecie De aestimatione monetae.
- Edykt królewski skierowany przeciw wolności religii. Grożący konfiskata majątków i wygnaniem wyznawcom tzw. nowej wiary[2].

## Wydarzenia na świecie
- 9 stycznia – Hadrian VI wybrany ostatnim - aż do Jana Pawła II – papieżem spoza Włoch.
- 18 marca – baskijski żeglarz Juan Sebastián Elcano odkrył wyspę Amsterdam na południowym Oceanie Indyjskim.
- 27 kwietnia – V wojna włoska: zwycięstwo wojsk hiszpańsko-austriackich nad francuskimi w bitwie pod Bicoccą.
- 26 czerwca – Turcy rozpoczęli oblężenie Rodos.
- 12 września – do Hiszpanii powrócił okręt „Victoria”, jedyny z ekspedycji Magellana, który opłynął Ziemię[3].
- 15 października – Hernán Cortés został przez Karola – cesarza i króla Hiszpanii - mianowany gubernatorem nowo powołanej kolonii, nazwanej „Nową Hiszpanią”.
- 22 grudnia – kapitulacja joannitów przed wojskami tureckimi na wyspie Rodos.

- data dzienna nieznana:
  - Powstanie rycerstwa przeciwko arcybiskupowi Trewiru.
  - Juan Sebastián Elcano odkrył Timor.
  - Marcin Luter przetłumaczył na język niemiecki Nowy Testament.
  - Strasburg przyjął protestantyzm jako religię państwową.
  - Początki kredytu publicznego we Francji.

## Urodzili się
- 23 stycznia – Georg Kleefeld, burmistrz Gdańska (zm. 1576)
- 23 kwietnia – Katarzyna del Ricci – święta Kościoła katolickiego, mistyczka, wizjonerka, stygmatyczka (zm. 1590)
- 25 kwietnia – Marek Criado, hiszpański trynitarz, męczennik, błogosławiony katolicki (zm. 1569)
- 13 lipca – Zofia Jagiellonka, księżna brunszwicka, córka Zygmunta I Starego i Bony Sforzy (zm. 1575)
- 11 września – Ulisses Aldrovandi, włoski humanista, lekarz i przyrodnik okresu Odrodzenia (zm. 1605)
- 4 listopada – Albert de Gondi, francuski dowódca wojskowy pochodzenia włoskiego (zm. 1602)
- 27 listopada – Andrzej Patrycy Nidecki, polski humanista, wydawca i komentator Cycerona (zm. 1587)
- 21 marca – Mihrimah, córka Sulejmana Wspaniałego i Roksolany (zm. 1578)

- data dzienna nieznana:
  - Antoni z Weert, holenderski franciszkanin, męczennik, święty katolicki (zm. 1572)
  - Hieronim z Weert, holenderski franciszkanin, męczennik, święty katolicki (zm. 1572)
  - Nikazjusz Jonson, holenderski franciszkanin, męczennik, święty katolicki (zm. 1572)

## Zmarli
- 15 marca – Anna Radziwiłłówna, córka Mikołaja Radziwiłłowicza, żona księcia mazowieckiego, Konrada III Rudego (ur. 1476)
- 14 listopada – Anna de Beaujeu, księżniczka francuska, księżna de Burbon, regentka Francji (ur. 1461)